# Macronemurus schoutedeni
Macronemurus schoutedeni är en insektsart som beskrevs av Navás 1930. Macronemurus schoutedeni ingår i släktet Macronemurus och familjen myrlejonsländor. Inga underarter finns listade i Catalogue of Life.